# (5173) Stjerneborg
(5173) Stjerneborg ist ein Asteroid des Hauptgürtels, der am 13. März 1988 vom dänischen Astronomen Poul Jensen am Brorfelde-Observatorium (IAU-Code 054) entdeckt wurde.
Der Asteroid wurde am 7. April 2005 nach der Stjerneborg benannt, dem weitgehend unterirdisch angelegten Observatorium des dänischen Astronomen Tycho Brahe.